# Jeptiška (odrůda jablek)
Jeptiška (Malus domestica) je ovocný strom, kultivar druhu jabloň domácí z čeledí růžovité. Plody jsou řazeny mezi zimní odrůdy jablek. Sklízí se v říjnu nebo na začátku listopadu (co nejpozději). Konzumně dozrává v lednu, skladovatelné jsou do května.

## Jiné názvy
Železné jablko, Roter Eiserapfel, Eiser rouge.

## Charakteristika
Velmi stará odrůda, v Německu byla pěstována už v 16. století. V Česku se dodnes nachází ve starých sadech a zahradách.

#### Květy
Doba kvetení je poloraná, je špatným opylovačem, vyžaduje kvalitní opylení. Mezi vhodné opylovače patří například odrůdy Ananasová reneta, Berlepschova reneta, Coxova reneta, Ontario, Parména zlatá, Zuccalmagliova reneta.

##### Strom
Velmi bujně roste, vytváří košatou ploše kulovitou nebo rozložitou korunu. Strom nesnáší silný řez, stačí pouze průklest. Mezi vhodné kmenné tvary patří vysokokmen nebo polokmen. Stromy jsou vhodné do silničních alejí.

##### Plod
Plody jsou menší až střední velikosti, tvaru kuželovitého, někdy žebernatého. Barva je zelenožlutá, z velké části překrytá červeným líčkem s fialovým ojíněním a bílými tečkami, povrch slupky je hladký později mastný. Dužnina je bílá, tuhá, méně šťavnatá, nearomatická, sladké nebo nakyslé podprůměrné chuti. Dužnina na vzduchu hnědne. Před dosažením konzumní zralosti jsou plody prakticky nepoživatelné.

## Plodnost
Do plodnosti nastupuje velmi pozdě, obvykle po 10 - 12 letech od výsadby. Plodnost je hojná ale nepravidelná.

## Odolnost
Proti mrazu ve dřevě i v květu je velmi vysoká. Na strupovitost je náchylná, proti padlí je střední. V zamokřených půdách může trpět rakovinou.

## Použití
Je vhodná ke skladování , přímému konzumu a dalšímu využití. Odrůda pří skladování nevadne ani nehnije, je odolná proti otlačení, případná otlačenina zkorkovatí a zaschne. Je velmi vhodná k transportu.

## Zhodnocení:
Předností je vysoká odolnost proti mrazu ve dřevě i v květu, vysoká plodnost, dlouhá doba konzumní zralosti a malé nároky na stanoviště.
Mezi nedostatky patří pozdní nástup do plodnosti a podprůměrná chuť.